# 夏子ダム

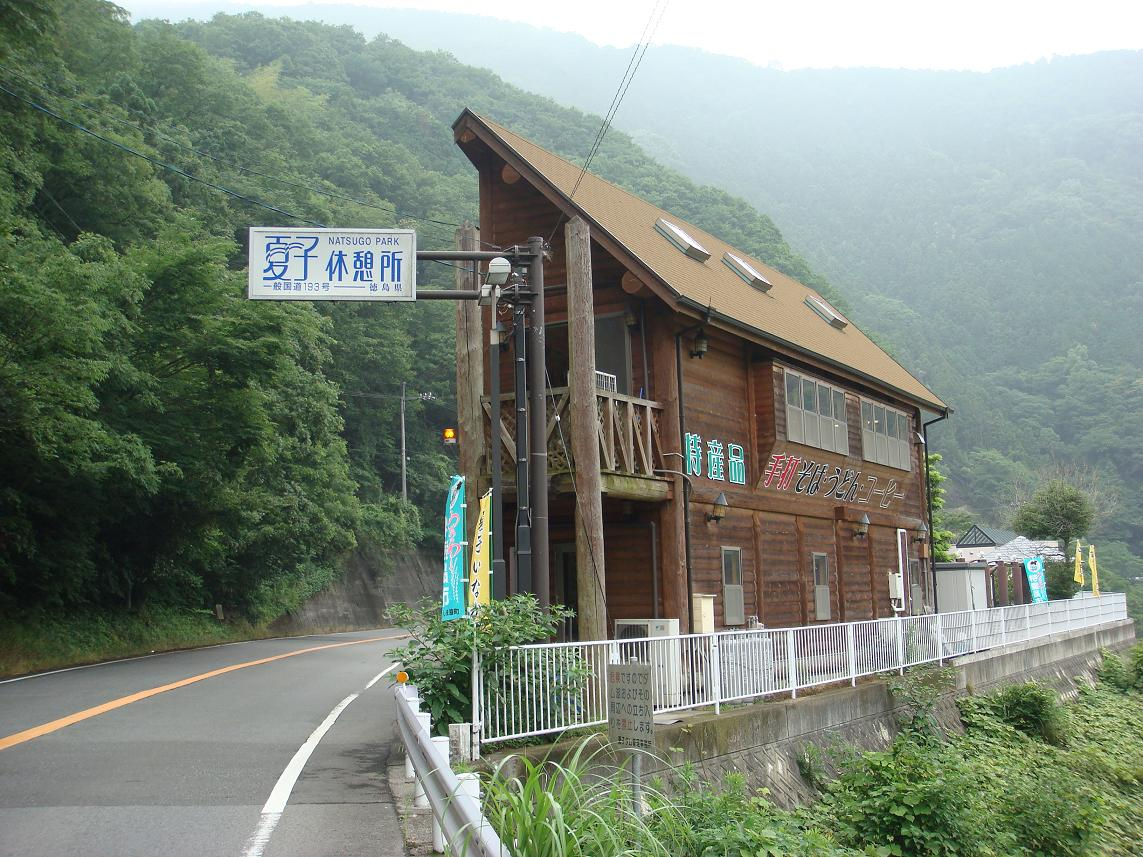
夏子休憩所

夏子ダム（なつごダム）は、徳島県美馬市脇町（旧・美馬郡脇町）字西俣名地先、一級水系吉野川水系曾江谷川に建設されたダムである。珍地名としても知られる。

## 沿革
徳島県の吉野川北岸地域（三好郡・美馬郡・板野郡）は古くから水の便が悪い地域であった。讃岐山脈南側から吉野川に合流する河川は、山地を抜けるとことごとく伏流水となってそのまま吉野川に合流する。このため農業用水の確保が極めて難しく、旱魃時には容易に深刻な水不足に陥り易かった。徳島藩・今切川用水裁判人で旧吉野川河口部の干拓に功のあった豊岡茘敦（とよおか・れんとん）は1874年（明治7年）に『疎鑿迂言』を著し、『吉野川北岸の灌漑促進を図る為には吉野川から用水路を引く事が重要である』と説いた。これが吉野川北岸用水構想の発端であったが、事業の着手は無く干害は引き続き打ち続いていた。
戦後、農地面積拡大に伴い更なる用水確保が重要と成ったが用水整備が追いつかず、1956年（昭和31年）の渇水では収穫がゼロとなる地域もあって、徳島県は待ったなしの対策を講じなければならなかった。この為徳島県は板野郡土成町を流れる宮川内谷川に1964年（昭和39年）に補助多目的ダムである宮川内ダムを建設し、灌漑の為の用水確保を図った。これに続き曾江谷川でも灌漑専用のダム建設計画が持ち上がり、1979年（昭和54年）より建設が開始されたのが夏子ダムである。

## 概要
ダムは堤高43.8 mの重力式コンクリートダムとして計画され、1994年（平成6年）に完成した。目的は曾江谷川沿岸農地に対する農業用水の供給、灌漑であり、ダムの完成によって従来伏流水に悩まされていた曾江谷川沿岸の農地に安定した農業用水の供給を図る事が可能と成った。
なお、ダム完成に先立つ1990年（平成2年）には農林水産省中国四国農政局による『国営吉野川北岸農業水利事業』の根幹施設として吉野川北岸用水が完成した。これは三好市（旧・三好郡池田町）に完成している香川用水の水源・池田ダム（独立行政法人水資源機構）より取水し、吉野川北岸地域に農業用水を供給する大規模な農業用水路である。豊岡茘敦が提唱してから実に116年後の事であり、これら灌漑施設の整備によって吉野川北岸地域は慢性的な水不足が大幅に緩和されたのである。

## 観光
ダム右岸には国道193号が通過しているが、この国道沿いにダム湖に臨んで夏子ダム休憩所がある。1階に市場、2階にレストランがあり新鮮な当地の野菜を購入する事が出来、休日には休憩に車を停める人が多い。上流には清水温泉センター、下流には「うだつ」で有名な脇町の町並みがある。また、この国道は脇町と香川県を結ぶ主要道路であり、北上して直進すると塩江温泉や高松空港に至る。この他国道193号から国道377号へ右折し直進すると、四国八十八箇所霊場巡礼の88番札所である大窪寺がある他、付近には札所の寺が散在している。この為年中白装束の巡礼者を見かける。
ダムへは徳島自動車道・脇町インターチェンジより国道193号を北上し直進すると到着する。